# Indywidualne Mistrzostwa Polski na Żużlu 1954
Indywidualne Mistrzostwa Polski na Żużlu 1954 – zawody żużlowe, mające na celu wyłonienie medalistów indywidualnych mistrzostw Polski w sezonie 1954. Rozegrano pięć turniejów finałowych, w których łącznej klasyfikacji zwyciężył Mieczysław Połukard.

## Finał nr 1
- Wrocław, 30 maja 1954
- Sędzia: Rożnowski / Gąsiorowski(starter)

| Msc. | Zawodnik                 | Klub           | Pkt |             |  |
| ---- | ------------------------ | -------------- | --- | ----------- |  |
| 1    | Józef Olejniczak         | Leszno         | 10  | (3,1,3,3)   |  |
| 2    | Edward Kupczyński        | Wrocław        | 9   | (d,3,3,3)   |  |
| 3    | Eugeniusz Nazimek        | Bydgoszcz      | 9   | (2,3,3,1)   |  |
| 4    | Janusz Suchecki          | Warszawa       | 9   | (3,2,2,2)   |  |
| 5    | Andrzej Krzesiński       | Leszno         | 8   | (0,3,2,3)   |  |
| 6    | Alojzy Frach             | Wrocław        | 6   | (1,2,1,2)   |  |
| 7    | Zbigniew Raniszewski     | Bydgoszcz      | 5   | (3,2,d,ns)  |  |
| 8    | Tadeusz Fijałkowski      | Warszawa       | 5   | (1,1,2,1)   |  |
| 9    | Józef Wieczorek          | Rybnik         | 5   | (2,0,1,2)   |  |
| 10   | Norbert Świtała          | Wrocław        | 4   | (u,0,3,1)   |  |
| 11   | Bolesław Bonin           | Bydgoszcz      | 2   | (2,u,ns,ns) |  |
| 12   | Kazimierz Wiśniewski     | Świętochłowice | 2   | (u,1,0,1)   |  |
| 13   | Marian Kaiser            | Wrocław        | 0   | (0,u)       |  |
|      | rez. Rajmund Świtała     | Wrocław        | 0   | (0)         |  |
|      | rez. Marian Kaznowski    | Częstochowa    | ns  |             |  |
|      | Włodzimierz Szwendrowski | Łódź           | qns |             |  |
|      | Florian Kapała           | Rawicz         | qns |             |  |
|      | Stanisław Glapiak        | Leszno         | qns |             |  |

## Finał nr 2
- Katowice, 20 czerwca 1954
- Sędzia:

| Msc. | Zawodnik                 | Klub        | Pkt |           |  |
| ---- | ------------------------ | ----------- | --- | --------- |  |
| 1    | Mieczysław Połukard      | Wrocław     | 12  | (3,3,3,3) |  |
| 2    | Edward Kupczyński        | Wrocław     | 8   |           |  |
| 3    | Zbigniew Raniszewski     | Bydgoszcz   | 8   |           |  |
| 4    | Bernard Kacperak         | Częstochowa | 7.5 |           |  |
| 5    | Włodzimierz Szwendrowski | Łódź        | 7   |           |  |
| 6    | Florian Kapała           | Rawicz      | 6   |           |  |
| 7    | Andrzej Krzesiński       | Leszno      | 6   | (3,3,u)   |  |
| 8    | Janusz Suchecki          | Warszawa    | 5.5 |           |  |
| 9    | Eugeniusz Nazimek        | Bydgoszcz   | 4   |           |  |
| 10   | Marian Kaznowski         | Częstochowa | 2   |           |  |
| 11   | Alojzy Frach             | Wrocław     | 1   |           |  |
| 12   | Norbert Świtała          | Wrocław     | 1   |           |  |
| 13   | Józef Wieczorek          | Rybnik      | 0   |           |  |

## Finał nr 3
- Leszno, 8 sierpnia 1954
- Sędzia: Bogdan Lubiński

| Msc. | Zawodnik                 | Klub        | Pkt |                 |  |
| ---- | ------------------------ | ----------- | --- | --------------- |  |
| 1    | Andrzej Krzesiński       | Leszno      | 11  | (3,3,3,2)       |  |
| 2    | Janusz Suchecki          | Warszawa    | 10  | (2,3,3,2)       |  |
| 3    | Włodzimierz Szwendrowski | Łódź        | 10  | (2,3,2,3)       |  |
| 4    | Eugeniusz Nazimek        | Bydgoszcz   | 8   | (3,ns,3,2)      |  |
| 5    | Edward Kupczyński        | Wrocław     | 8   | (1,3,1,3)       |  |
| 6    | Józef Olejniczak         | Leszno      | 6   | (0,2,3,1)       |  |
| 7    | Zbigniew Raniszewski     | Bydgoszcz   | 6   | (2,0,3,1)       |  |
| 8    | Marian Kaznowski         | Częstochowa | 4   | (2,2,u,ns)      |  |
| 9    | Stanisław Glapiak        | Leszno      | 4   | (1,1,1,1)       |  |
| 10   | Alojzy Frach             | Wrocław     | 4   | (2,2)           |  |
| 11   | Tadeusz Fijałkowski      | Warszawa    | 2   | (2,wkz,wkz,wkz) |  |
| 12   | Mieczysław Połukard      | Wrocław     | 2   | (0,0,1,1)       |  |
| 13   | Florian Kapała           | Rawicz      | 1   | (1,0)           |  |
| 14   | Bernard Kacperak         | Częstochowa | 0   | (0,0,0,ns)      |  |

## Finał nr 4
- Bydgoszcz, 3 października 1954
- Sędzia: Tadeusz Grela

| Msc. | Zawodnik                 | Klub        | Pkt |             |  |
| ---- | ------------------------ | ----------- | --- | ----------- |  |
| 1    | Edward Kupczyński        | Wrocław     | 10  | (3,2,3,2)   |  |
| 2    | Mieczysław Połukard      | Wrocław     | 9   | (3,u,3,3)   |  |
| 3    | Zbigniew Raniszewski     | Bydgoszcz   | 9   | (0,3,3,3)   |  |
| 4    | Janusz Suchecki          | Warszawa    | 9   | (2,3,3,1)   |  |
| 5    | Eugeniusz Nazimek        | Bydgoszcz   | 8   | (3,2,3,ust) |  |
| 6    | Jan Krakowiak            | Łódź        | 7   | (2,2,2,1)   |  |
| 7    | Józef Olejniczak         | Leszno      | 7   | (2,2,2,1)   |  |
| 8    | Marian Kaznowski         | Częstochowa | 6   | (1,0,3,2)   |  |
| 9    | Alojzy Frach             | Wrocław     | 4   | (1,ust,2,1) |  |
| 10   | Feliks Błajda            | Bydgoszcz   | 3   | (1,0,0,2)   |  |
| 11   | Antoni Kowalski          | Bydgoszcz   | 2   | (ust,1,u,1) |  |
| 12   | Tadeusz Fijałkowski      | Warszawa    | 1   | (0,1,ns,d)  |  |
| 13   | Włodzimierz Szwendrowski | Łódź        | 0   | (d,d,ns,ns) |  |
|      | Andrzej Krzesiński       | Leszno      | qns |             |  |
|      | Bernard Kacperak         | Częstochowa | qns |             |  |
|      | Florian Kapała           | Rawicz      | qns |             |  |

## Finał nr 5
- Warszawa, 17 października 1954
- Sędzia:

| Msc. | Zawodnik                 | Klub        | Pkt |           |  |
| ---- | ------------------------ | ----------- | --- | --------- |  |
| 1    | Mieczysław Połukard      | Wrocław     | 12  | (3,3,3,3) |  |
| 2    | Janusz Suchecki          | Warszawa    | 10  | (2,3,2,3) |  |
| 3    | Włodzimierz Szwendrowski | Łódź        | 10  | (3,3,2,2) |  |
| 4    | Florian Kapała           | Rawicz      | 8   | (2,1,2,3) |  |
| 5    | Eugeniusz Nazimek        | Bydgoszcz   | 7   | (3,1,3,d) |  |
| 6    | Andrzej Krzesiński       | Leszno      | 6   | (3,2,d,1) |  |
| 7    | Edward Kupczyński        | Wrocław     | 6   | (3,2,1,0) |  |
| 8    | Tadeusz Fijałkowski      | Warszawa    | 6   | (1,2,1,2) |  |
| 9    | Marian Kaznowski         | Częstochowa | 5   | (2,1,1,1) |  |
| 10   | Zbigniew Raniszewski     | Bydgoszcz   | 5   | (0,2,1,2) |  |
| 11   | Bernard Kacperak         | Częstochowa | 2   | (1,1,0,0) |  |
| 12   | Alojzy Frach             | Wrocław     | 1   | (0,1,0,0) |  |
| 13   | Józef Wieczorek          | Rybnik      | 0   | (u)       |  |
|      | rez. Jan Krakowiak       | Łódź        | 0   | (0,0,0)   |  |
|      | Józef Olejniczak         | Leszno      | qns |           |  |

## Klasyfikacja końcowa
| Msc. | Zawodnik                 | Klub        | Pkt |                 |  |
| ---- | ------------------------ | ----------- | --- | --------------- |  |
| 1    | Mieczysław Połukard      | Wrocław     | 33  | (12,2,9,12)     |  |
| 2    | Janusz Suchecki          | Warszawa    | 29  | (9,5.5,10,9,10) |  |
| 3    | Edward Kupczyński        | Wrocław     | 27  | (9,8,8,10,6)    |  |
| 4    | Włodzimierz Szwendrowski | Łódź        | 27  | (7,10,0,10)     |  |
| 5    | Andrzej Krzesiński       | Leszno      | 25  | (8,6,1,1,6)     |  |
| 6    | Eugeniusz Nazimek        | Bydgoszcz   | 25  | (9,4,8,8,7)     |  |
| 7    | Józef Olejniczak         | Leszno      | 23  | (10,6,7)        |  |
| 8    | Zbigniew Raniszewski     | Bydgoszcz   | 23  | (5,8,6,9,5)     |  |
| 9    | Marian Kaznowski         | Częstochowa | 15  | (2,4,6,5)       |  |
| 10   | Florian Kapała           | Rawicz      | 15  | (6,1,8)         |  |
| 11   | Alojzy Frach             | Wrocław     | 14  | (6,1,4,4,1)     |  |
| 12   | Tadeusz Fijałkowski      | Warszawa    | 13  | (5,2,1,6)       |  |
| 13   | Bernard Kacperak         | Częstochowa | 9.5 | (7.5,0,2)       |  |
| 14   | Józef Wieczorek          | Rybnik      | 5   | (5,0,0)         |  |